# محمد السوسي
محمد السوسي (مواليد 17 يناير 1993) لاعب كرة يد تونسي يلعب لصالح نادي مونبلييه ويمثل منتخب تونس.
شارك مع منتخب تونس في أولمبياد 2016 ب ريو دي جانيرو،البرازيل.

## روابط خارجية
- محمد السوسي على موقع الاتحاد الأوروبي لكرة اليد (الإنجليزية)
- محمد السوسي على موقع الاتحاد الفرنسي لكرة اليد (الفرنسية)
- محمد السوسي على موقع اللجنة الأولمبية الدولية (الإنجليزية)
- محمد السوسي على موقع أوليمبيديا (الإنجليزية)